# Soy libre
Soy Libre es el nombre del undécimo álbum de estudio realizado por la cantante mexicana de pop latino Yuri; salió a la venta el 19 de agosto de 1991.[cita requerida] Este disco fue producido por Mariano Pérez Bautista, primer disco que realiza con dicho productor, con el cual obtiene tremendo éxito; para la disquera CBS International. 
Una vez superados sus problemas emocionales causados por la separación de su representante y esposo Fernando Iriarte, Yuri comienza la grabación de este su cuarto disco con la empresa Sony Music. Tuvo un enorme éxito en toda Latinoamérica y Estados Unidos gracias al tema "El apagón".

## Realización y promoción
Con Soy libre, Yuri dio un giro a su carrera, incluyendo temas con ritmos mucho más tropicales que en sus anteriores discos. De este álbum se desprenden los sencillos "Quién eres tú", "Sabes lo que pasa", "Todo mi corazón", "El apagón" y "Un romance", todos ellos con una enorme aceptación en la radio.
De nuevo rompería récord de ventas con su aparición en la revista Playboy, y presentaría su espectáculo Sin límites, mismo que recibe el reconocimiento del público y la crítica por su destacada calidad, que llevó a la prensa y a sus fanáticos a compararla con la cantante Madonna: la nombran "la Madonna mexicana", lo cual desató tal polémica que hasta importantes programas estadounidenses, como Hard Copy, dedicaron tiempo a hablar de esta similitud, al tiempo que realizaba un atrevido videoclip de la canción "Todo mi corazón", en donde su coprotagonista fue el boricua y para ese entonces poco conocido Ricky Martin con álbum debut Ricky Martin (1991).
En 1991 filmó en Miami su primera película como protagonista, Soy libre, junto a Omar Fierro, estrenándose en las salas de cines el 5 de febrero de 1992 y apareciendo varias canciones de este disco en la película.
En 1991, en Brasil se edita el álbumIsla del sol, con cuatro temas en portugués, Hey hey (hombres al borde de un ataque), Todas (Hola), Não somos iguais (No puedo más) y Grito de paixão (Vivir a dos).

## Recepción
Soy libre es un éxito de ventas gracias al sencillo "El apagón", que a los tres meses de haber salido al mercado había vendido medio millón de copias. Inició su gira Sin límites. A pesar de no ser promocionados los temas "Cuerpo de mujer", "Soy libre" y "Llévame a tu casa" se emiten en las emisoras de radio, con gran aceptación.
El álbum también tiene un buen éxito dentro del mercado hispano de los Estados Unidos llegando a colocarse en la posición no. 10 de los mejores álbumes de Pop Latino dentro de las listas del Billboard

## Lista de canciones
| Idioma | Título                                  | Autor(es)                                   | Duración |
| ------ | --------------------------------------- | ------------------------------------------- | -------- |
| 01     | Carnaval de oriente                     | Hermanos Matamoros                          | 4:23     |
| 02     | Cosas del amor                          | J. Monárrez                                 | 3:26     |
| 03     | Llévame a tu casa                       | A. Jaen                                     | 5:28     |
| 04     | Quién eres tú (Love Will Lead You Back) | D. Warren, N. Motta, Adapt.: K. Guindi      | 4:55     |
| 05     | Cuerpo de mujer                         | M. Pérez                                    | 3:56     |
| 06     | No llores más corazón                   | A. Jean                                     | 4:19     |
| 07     | Todo mi corazón                         | I. Chester                                  | 5:16     |
| 08     | El apagón                               | M. Esperón, E. Cortázar                     | 3:58     |
| 09     | Un romance                              | M. Fabrizio, R. Bastos, Adapt.: R. M. Girón | 4:35     |
| 10     | Olas que vienen                         | B. Felipe                                   | 3:28     |
| 11     | Soy libre                               | M. Pérez                                    | 4:28     |
| 12     | Sábes lo que pasa                       | M. Pérez                                    | 4:00     |